# Les Casseurs contre… Les Casseurs
Les Casseurs contre… Les Casseurs est la sixième histoire de la série de bande dessinée belge Les Casseurs créée par le dessinateur Christian Denayer et le scénariste André-Paul Duchâteau, publiée de no 24 du 13 juin à no 38 du 19 septembre 1978 pour la version belge — sinon, pour la version française, de no 144 du 13 juin à no 158 du 19 septembre 1978, dans le journal de Tintin et éditée en album cartonné en septembre 1979 par les éditions du Lombard.

## Descriptions

### Personnages
- Al Russel
- Brock
- Le patron

## Publications

### Périodiques
- Tintin :
  -  de no 24 du 13 juin à no 38 du 19 septembre 1978[1]
  -  de no 144 du 13 juin à no 158 du 19 septembre 1978[2]

### Album
- 4 Les Casseurs contre… Les Casseurs, Éditions du Lombard,  (ISBN 2-205-01557-5), septembre 1979
Scénario : André-Paul Duchâteau - Dessin : Christian Denayer